# Adolfo Franci
Adolfo Franci (Firenze, 27 novembre 1895 – Roma, 31 gennaio 1954) è stato uno sceneggiatore e critico cinematografico italiano.

## Biografia
Critico cinematografico del settimanale L'Illustrazione Italiana, iniziò l'attività di sceneggiatore dal 1942 con I bambini ci guardano e fino a poco prima della prematura scomparsa, avvenuta a 58 anni, lavorò in quindici film. Collaborò principalmente con Vittorio De Sica; ottenne una nomination all'Oscar per la migliore sceneggiatura originale per il film Sciuscià (1946) e vinse un Nastro d'Argento sempre per la migliore sceneggiatura per il film Ladri di biciclette (1948).

## Filmografia
- Un garibaldino al convento (1942)
- Gian Burrasca (1943)
- I bambini ci guardano (1943)
- I nostri sogni (1943)
- L'ippocampo (1943)
- La porta del cielo (1945)
- Il marito povero (1946)
- Sciuscià (1946)
- Cuore (1948)
- Eleonora Duse (1948)
- Ladri di biciclette  (1948)
- Faddija - La legge della vendetta (1950)
- Miracolo a Milano (1950)
- Passione fatale (1950)
- Cavallina storna (1953)